# Sei Penggantungan
Sei Penggantungan is een bestuurslaag in het regentschap Labuhan Batu van de provincie Noord-Sumatra, Indonesië. Sei Penggantungan telt 6312 inwoners (volkstelling 2010).